# Shabkar Tsokdruk Rangdrol
Shabkar Tsokdruk Rangdrol (in lingua tibetana ཞབས་དཀར་ཚོགས་དྲུག་རང་གྲོལ་, traslitterazione Wylie. zhabs dkar tshogs drug rang grol) (1781 – 1851) è stato un poeta tibetano e cultore di yoga buddhista di Amdo. L'abilità yoga e poetica di Shabkar è considerata seconda solo a quella di Milarepa.

## Biografia
Shabkar iniziò presto la sua pratica spirituale, completando un ritiro di un anno all'età di 16 anni e diventando poi monaco Gelug a 20 anni. Studiò con maestri delle più importanti scuole di buddhismo tibetano compresi Gelug e Nyingma, e ricevette gli insegnamenti della tecnica Dzogchen dal suo guru Chögyal Ngakgi Wangpo. Trascorse anni in eremitaggio in varie caverne, boschi e montagne del Tibet.
Le opere di Shabkar esprimono ideali non settari simili a quelli del movimento Rimé del XIX secolo, anche se precedono il movimento di circa tre decenni ed egli non incontrò mai nessuno dei maestri Rimé di Kham. Shabkar sostenne che anche le religioni non buddhiste erano manifestazioni di Buddha: 
"Si dovrebbero conoscere tutti i principi delle religioni del buddismo e del non buddismo - per esempio, altre religioni, Bönpos, buddisti Chan, Nyingma, Kagyus, Sakya, Geluks, e così via - per essere l'emanazione dei buddha e dei bodhisattva."
Shabkar fu un prolifico scrittore, e le sue opere sono state raccolte in numerosi volumi. Nelle sue opere più rappresentative sono raccolti una serie di poemi su Trekchö e Tögal, Khading Shoklap—Volo del Garuda divenuto un testo importante della tradizione Nyingma Nyingthig.
Scrisse anche un'autobiografia spirituale mista in prosa e versi, che è considerata una delle più lunghe e magistrali della letteratura tibetana Namtar.
Shabkar scrisse anche opere che promuovevano il vegetarianismo e compassione per gli animali.

## Opere
- Volo del Garuḍa capace di attraversare rapidamente tutti i livelli e percorsi.
- Il re dei gioielli che concede il desiderio che soddisfa le speranze di tutti i discepoli fortunati che ricercano la liberazione, la dettagliata narrazione della vita e della liberazione del grande portatore di vajra Shabkar, rifugio e protettore per tutti gli esseri senzienti di questa epoca oscura.
- La torcia che illumina il percorso graduale.
- Il Sole benefico, un discorso Dharma.
- La Luna benefica, i gioielli benefici dell'offerta delle nuvole a "Samantabhadra".
- Scritture emanate da "Kadampas".
- Scritture emanate da "Manjushri".
- Scritture emanate da "Bodhisattva".
- Le meravigliose scritture emanate.
- Le sorprendenti scritture emanate.
- Le meravigliose scritture emanate.
- Scritture emanate di pura visione.
- Scritture emanate da "Orgyen".
- Le montagne di Dio.
- La corrente di ambrosia, un discorso eccellente
- Il sole nascente.
- Scritture emanate di compassione.